# Амангельды (Таскалинский район)
Амангельды (каз. Амангелді) — село в Таскалинском районе Западно-Казахстанской области Казахстана. Административный центр Амангельдинского сельского округа. Находится примерно в 28 км к юго-западу от села Таскала, административного центра района. Код КАТО — 276035100.

## Население
В 1999 году численность населения села составляла 1171 человека (575 мужчин и 596 женщин). По данным переписи 2009 года, в селе проживало 1165 человек (567 мужчин и 598 женщин).